# Micheline Lannoy
Micheline Lannoy (Bruxelas, Bélgica, 31 de janeiro de 1925 – 18 de março de 2023) é uma ex-patinadora artística belga que competiu em competições de duplas. Ela foi campeã olímpica em 1948 ao lado de Pierre Baugniet, conquistando a primeira medalha de ouro da Bélgica em Jogos Olímpicos de Inverno.
Micheline Lannoy faleceu em 18 de março de 2023, aos 98 anos.

## Principais resultados

### Com Pierre Baugniet
| Resultados                                            | Resultados      | Resultados      | Resultados      | Resultados      | Resultados      | Resultados    | Resultados    | Resultados    | Resultados    | Resultados    | Resultados    | Resultados    |
| Internacional                                         | Internacional   | Internacional   | Internacional   | Internacional   | Internacional   | Internacional | Internacional | Internacional | Internacional | Internacional | Internacional | Internacional |
| Evento/Temporada                                      | 1943– 1944      | 1944– 1945      | 1945– 1946      | 1946– 1947      | 1947– 1948      |               |               |               |               |               |               |               |
| ----------------------------------------------------- | --------------- | --------------- | --------------- | --------------- | --------------- | ------------- | ------------- | ------------- | ------------- | ------------- | ------------- | ------------- |
| Jogos Olímpicos                                       |                 |                 |                 |                 | Medalha de ouro |               |               |               |               |               |               |               |
| Campeonato Mundial                                    |                 |                 |                 | Medalha de ouro | Medalha de ouro |               |               |               |               |               |               |               |
| Campeonato Europeu                                    |                 |                 |                 | Medalha de ouro |                 |               |               |               |               |               |               |               |
| Nacional                                              |                 |                 |                 |                 |                 |               |               |               |               |               |               |               |
| Campeonato Belga                                      | Medalha de ouro | Medalha de ouro | Medalha de ouro | Medalha de ouro |                 |               |               |               |               |               |               |               |
|                                                       |                 |                 |                 |                 |                 |               |               |               |               |               |               |               |
| Legenda: Competição não foi disputada nesta temporada |                 |                 |                 |                 |                 |               |               |               |               |               |               |               |